# U-17-Fußball-Europameisterschaft der Frauen 2020
Die U-17-Fußball-Europameisterschaft der Frauen 2020 (offiziell 2020 UEFA Women's Under-17 Championship) sollte die dreizehnte Ausspielung dieses Wettbewerbs für Fußballspielerinnen unter 17 Jahren (Stichtag: 1. Januar 2003) sein und vom 9. bis 22. Mai 2020 in Schweden stattfinden. Aufgrund der COVID-19-Pandemie wurde das Turnier am 1. April 2020 zunächst auf unbestimmte Zeit verschoben und schließlich auf den 8. bis 14. Oktober 2020 als einfaches K.-o.-Turnier mit acht Mannschaften neu angesetzt. Am 13. August 2020 beschloss die UEFA, das Turnier wegen der anhaltenden COVID-19-Pandemie endgültig abzusagen.
Das Turnier wurde am 9. Dezember 2016 an Schweden vergeben. An der Endrunde sollten acht Mannschaften teilnehmen, die ursprünglich in vier Gruppen und danach im K.-o.-System gegeneinander antreten. Aufgrund der Verschiebung sollte der Modus angepasst und das Turnier ausschließlich im K.-o.-System, beginnend mit dem Viertelfinale, ausgetragen werden. Wie in den vergangenen Jahren sollte die Endrunde als Qualifikationsturnier für die U-17-Weltmeisterschaft 2020 bzw. 2021 in Indien dienen, so dass sich die drei bestplatzierten Mannschaften bei der Europameisterschaft für die WM-Endrunde qualifiziert hätten. Nach der Absage der Europameisterschaft nominierte die UEFA die drei Mannschaften mit dem höchsten Koeffizienten – Deutschland, England und Spanien – als europäische WM-Teilnehmer.
Titelverteidiger war die deutsche Mannschaft, die 2019 ihren siebten EM-Titel gewonnen hatte.

## Qualifikation
Zum Zeitpunkt der Absage des Turniers war neben dem vorgesehenen Gastgeber Schweden noch keines der sieben verbleibenden Teams für die Endrunde qualifiziert. Sie sollten in zwei Qualifikationsrunden ermittelt werden, von denen die „Qualifikationsrunde“ im Herbst 2019 und die „Eliterunde“ im Frühjahr 2020 stattfinden sollte. Beste Torschützinnen der Qualifikation waren  Emőke Pápai und  Karoline Nagelhus Hernes mit je sieben Toren.

### Qualifikationsrunde
In der ersten Qualifikationsrunde spielten 44 der 46 gemeldeten Mannschaften die Teilnehmer an der zweiten Qualifikationsrunde aus. Deutschland und Spanien erhielten als beste Mannschaften nach dem Länderkoeffizienten ein Freilos und waren direkt für die Eliterunde qualifiziert. Die restlichen 44 Mannschaften wurden auf elf Gruppen zu je vier Mannschaften aufgeteilt, in denen jedes Team einmal gegen jedes andere in Form eines Miniturniers spielte. Die Auslosung der Gruppen fand am 13. November 2018 im schweizerischen Nyon statt. Die Miniturniere wurden jeweils im Land eines der vier Gruppenteilnehmer zwischen dem 10. September und 28. Oktober 2019 ausgetragen. Die elf Gruppensieger und Gruppenzweiten sowie die vier besten Gruppendritten qualifizierten sich für die Eliterunde, wobei bei der Ermittlung der besten Gruppendritten nur die Ergebnisse gegen die ersten beiden Teams der Gruppe berücksichtigt wurden.
Die Qualifikationsrunde ergab folgende Abschlusstabellen (grün hinterlegte Mannschaften für die Eliterunde qualifiziert):
| Pos. | Gruppe 1                  | Gruppe 2 | Gruppe 3   | Gruppe 4   | Gruppe 5      | Gruppe 6       |
| ---- | ------------------------- | -------- | ---------- | ---------- | ------------- | -------------- |
| 1.   | England                   | Schweiz  | Frankreich | Österreich | Norwegen      | Russland       |
| 2.   | Belgien                   | Türkei   | Island     | Slowakei 1 | Slowenien     | Dänemark 1     |
| 3.   | Kroatien                  | Rumänien | Malta      | Finnland   | Färöer 1      | Wales          |
| 4.   | Bosnien und Herzegowina 1 | Moldau 1 | Belarus 1  | Estland    | Aserbaidschan | Nordmazedonien |

| Pos. | Gruppe 7     | Gruppe 8   | Gruppe 9   | Gruppe 10    | Gruppe 11   |
| ---- | ------------ | ---------- | ---------- | ------------ | ----------- |
| 1.   | Irland       | Tschechien | Ungarn 1   | Italien      | Niederlande |
| 2.   | Griechenland | Serbien 1  | Polen      | Schottland 1 | Portugal 1  |
| 3.   | Litauen 1    | Ukraine    | Bulgarien  | Montenegro   | Israel      |
| 4.   | Albanien     | Georgien   | Kasachstan | Nordirland   | Lettland    |

## Spielorte
Das Turnier sollte an den vier Spielorten Falkenberg, Varberg, Halmstad und Ängelholm stattfinden.
| Falkenberg |

| Varberg |

| Halmstad |

| Ängelholm |

| Falkenberg |

| Varberg |

| Halmstad |

| Ängelholm |

### Eliterunde
In der Eliterunde wurden die 28 qualifizierten Nationen auf sieben Gruppen zu je vier Mannschaften aufgeteilt, in denen jedes Team einmal gegen jedes andere in Form eines Miniturniers gespielt hätte. Die Auslosung der Gruppen fand am 13. November 2019 im schweizerischen Nyon statt. Die Miniturniere wären jeweils im Land eines der vier Gruppenteilnehmer zwischen dem 14. und 29. März 2020 ausgetragen worden, wurden am 12. März wegen der COVID-19-Pandemie jedoch zunächst auf unbestimmte Zeit verschoben, am 17. Juni 2020 für den September 2020 neu angesetzt und am 13. August 2020 schließlich endgültig abgesagt. Die sieben Gruppensieger hätten sich für die EM-Endrunde qualifiziert.
Die Auslosung ergab folgende Gruppen:
| Gruppe 1     | Gruppe 2 | Gruppe 3   | Gruppe 4      | Gruppe 5   | Gruppe 6   | Gruppe 7   |
| ------------ | -------- | ---------- | ------------- | ---------- | ---------- | ---------- |
| Schweiz      | Ungarn 1 | Irland 1   | Deutschland   | Frankreich | Spanien    | Norwegen 1 |
| Italien      | Russland | Österreich | Niederlande 1 | England 1  | Portugal 1 | Tschechien |
| Griechenland | Island   | Serbien    | Schottland    | Slowakei   | Slowenien  | Polen      |
| Belgien 1    | Rumänien | Dänemark   | Kroatien      | Wales      | Türkei     | Ukraine    |

### Auslosung
Die Auslosung war ursprünglich für den 3. April 2020 im schwedischen Halmstad geplant. Die acht Mannschaften wären auf zwei Gruppen mit je vier Mannschaften aufgeteilt worden, wobei Gastgeber Schweden als Kopf der Gruppe A gesetzt gewesen wäre. Später wurde die Auslosung am 22. September 2020 im schweizerischen Nyon neu angesetzt, wobei im neuen Modus keine Gruppen, sondern vier Viertelfinal-Paarungen hätten gelost werden sollen.